# Амоль
Амо́ль (перс. آمل‎ МФА: [ɒˈmol]о файле, маз. آمل) — город на севере Ирана в провинции Мазендеран, административный центр шахрестана Амоль. Расположен в предгорьях Эльбурса, в 15 км от побережья Каспийского моря на реке Хераз. Амоль соединен скоростным шоссе с соседним Баболем и столицей Мазендерана, Сари. Население — более 200 тысяч человек (конец 2000-х).
Основу экономики Амоля составляет торговля цитрусовыми, а также железом, углём и другими полезными ископаемыми.

## История
В 864 году стал столицей государства Алидов.
Около 1469 года город посетил Афанасий Никитин, упомянувший его в своих путевых записках «Хожение за три моря».

## Достопримечательности
Мавзолей Насир-уль-Хакка — относится к XVI в. и расположена непосредственно в городской черте Амоля. Он имеет форму башни, и включён в Список культурного наследия Ирана. Купол мавзолея когда-то был украшен разноцветными изразцами, которые частично сохранились и в настоящее время. Если войти в здание, то можно заметить круглый потолок, в центре которого сделано отверстие. По словам Мауляны Аулии-Аллы данный мавзолей возник благодаря трудам Сейида Али.
В 18 км к югу от Амоля расположен весьма красивый лесопарк Мирзы Кучекь-Хана. В нём растут густые леса. Он, фактически, является одним из крупнейших лесопарков всего Ближнего Востока, а на территории провинции Мазендеран найдётся всего один парк, который будет больше него. Лесопарк оборудован всем необходимым для туризма: беседкой, питьевой водой, столами и скамейками, детской площадкой, ресторанами и кафе, площадкой для верховой езды и даже камином. В нём путники и туристы могут найти красивый родник, полюбоваться на водопад Махан, побродить в густых лесах и с удовольствием посмотреть на статные древние деревья, отдохнуть, остановившись на лесных лужайках, с которых открывается прекрасная панорама окрестных лесов.
Вообще, безусловно, Амоль привлекает посетителей не только своими туристическими памятниками, но также и воздухом весьма высокого качества, интересным побережьем Каспия, которое можно разглядывать долгое время, обильными лесами, где можно найти что-нибудь интересное, а также источников с минеральной водой. Что касается архитектурных и религиозных памятников, то надо выделить прежде всего мавзолей Мир Кавам-ад-дина Мараши, гробницу святого Ибрахима, мост под необычным названием «Двенадцать ключей».
Гробница святого Ибрахима представляет собою усыпальницу правнука основателя ислама Мухаммеда. Она была построена в XV в. Что касается облика этого строения, то оно имеет четыре угла, обладает также конусом, а её фундамент из кирпича имеет восемь углов, она облицована белыми изразцами и разукрашена росписью.
Мавзолей Мир Кавам-ад-дина Мараши, который положил начало династии Марашидов в Мазендеране, ещё называют мавзолей «Мир-э-Бозоргь». Он принадлежит ко времени Сефевидов, то есть, построен позднее, чем упоминавшаяся достопримечательность. Этот мавзолей простирается на большое пространство, обладает куполом и аркой, его облицовка из изразцов заставляет обращать на себя внимание, что впрочем справедливо и для великолепного сундука, сделанного из дерева. Короче, мавзолей является весьма популярным культурно-историческим памятником регионального значения.
Мечеть Мирзы Мохаммада-Али была основана в 1876 г. трудами Мирзы Мохаммада-Али Нияки. После этого она была несколько раз перестроена. Над михрабом внимательный посетитель обязательно заметит деревянную табличку, где написана дата строительства мечети
Среди новых гостиниц, основанных в Амоле, надо указать на основанную совсем недавно — в 2016 г. — гостиницу, носящую названию «Олямпикь» (букв.: Олимпийская). Она располагается в пяти километрах к северу от городской черты. Отель замышлялся как часть университетского комплекса «Северный Пардис», в связи с этим в нём имеются некоторые спортивные объекты, чтобы студенты были в форме. Отель этот трёхэтажный и обладает 29 комнатами. Посетители не могут не порадоваться обилию зелени вокруг гостиницы. Отель построен в том месте, из которого можно легко добраться и до остальных больших городов Мазендерана. В гостинице есть столовая, рассчитанная на 60 персон.